# David McCallum

David Keith McCallum, Jr. (født 19. september 1933, død 25. september 2023) var en skotsk skuespiller og musiker. Han er bedst kendt for sine roller som Illya Kuryakin, en russiskfødt hemmelige agent, i tv-serien fra 1960'erne, Manden fra U.N.C.L.E. og som Dr. Donald "Ducky" Mallard i serien NCIS.